# Süderdorf
Süderdorf település Németországban, Schleswig-Holstein tartományban. Lakosainak száma 363 fő (2023. december 31.).

## Népesség
A település népességének változása:
| Lakosok száma | 381  | 352  | 346  | 348  | 357  | 363  |
|               | 1975 | 2017 | 2019 | 2021 | 2022 | 2023 |